# Fuendetodos
Fuendetodos este un sat în comarca Campo de Belchite, în provincia Zaragoza și comunitatea Aragon. Are o populație de 180 de locuitori (2011).
Fuendetodos este locul nașterii lui Francisco de Goya (1746-1828), pictor aragonez (și spaniol).
1. ↑  Nomenclátor Geográfico de Municipios y Entidades de Población (20240402 edition)
2. ↑   https://datos.gob.es/es/catalogo/a02002834-nomenclator-ano-20147 Lipsește sau este vid: |title= (ajutor)